# Bibio fulvipes
Bibio fulvipes är en tvåvingeart som först beskrevs av Zetterstedt 1838.  Bibio fulvipes ingår i släktet Bibio och familjen hårmyggor. Inga underarter finns listade i Catalogue of Life.